# Княгининок
Княгинино́к — село в Україні, у Луцькому районі Волинської області. Входить до складу Луцької міської громади. Населення становить 2168 осіб. Вперше село згадується в літописі під назвою Княгинін у XII ст.
Село розташоване на автостраді Луцьк — Ковель. Транспортне сполучення з обласним центром забезпечує автобусний маршрут номер 22а.
На території населеного пункту є досі діюча церква московського патріархату.

## Історія
Уперше в історичних документах село Княгининок згадується в XII столітті, коли населення «дворца княгининска» виконувало повинності на користь луцького князя.
Княгининок належав спочатку литовським, пізніше — польським феодалам. З кінця XVIII століття село відійшло до РІ. У 70-ті роки XIX століття в Княгининку поселилися чехи-колоністи, які господарювали тут до 1939 року.
З 1921 до 1939 років село знову опинилося під владою Польщі. В цей період розвивався національно-визвольний рух. В Княгининку існувала організація «Просвіти», яка разом з осередком «Спілки українок», що очолювався Галиною Кайбадою, проводила Шевченківські дні, популяризувала твори Лесі Українки та Івана Франка.
Під час Першої світової війни Княгининок був прифронтовим селом. В ході Української революції тут побували частини Січових стрільців. Польська окупація 1920—1939 замінила російську державну мову мовою польською. 1921 року в Княгининку було 568 жителів, з них 302 — українці, 238 чехів, решта — євреї, німці, поляки. Але початкова школа працювала чеською мовою.
Національні утиски щодо українців привели в 1931 році групу селян до осередку Волинського Українського об'єднання (ВУО), просвітянської хати, народного хору, оркестру. Але надмірна обережність ВУО не всіх задовольняла. Тому, група українських патріотів — Олексій Степаненко, Лаврентій Рак та інші зв'язали свою долю з ОУН. Вони діяли рішуче, але без терору. Степаненко очолив районний провід ОУН. Відмовився йти в польську армію, за що на три роки осуджений до в'язниці, звідки вийшов 1939 року.
Після приходу у вересні 1939 року радянської влади, місцеві жителі зазнали політичних репресій. 29 осіб у червні 1941 року було розстріляно на подвір'ї Луцької тюрми.
З 25 червня 1941 року по 22 березня 1944 року Княгининок перебував під контролем німецьких військ. Після їхнього відступу довший час тривали збройні сутичками між загонами ОУН-УПА та органами НКВД.
У післявоєнні роки в Княгининку було створено артіль, пізніше колгосп.
З 1939 по 2016 рр. село мало назву Маяки.
У 2016 році в рамках декомунізації селу повернули історичну назву.
12 червня 2020 року, згідно з розпорядженням Кабінету Міністрів України  № 708-р, село увійшло до складу Луцької міської громади.

## Населення
Згідно з переписом УРСР 1989 року чисельність наявного населення села становила 2048 осіб, з яких 988 чоловіків та 1060 жінок.
За переписом населення України 2001 року в селі мешкало 2139 осіб.

### Мова
Розподіл населення за рідною мовою за даними перепису 2001 року:
| Мова       | Відсоток |
| ---------- | -------- |
| українська | 98,66 %  |
| російська  | 1,29 %   |

## Символіка
Затверджена рішення сільської ради.
Автори — І. Хамежук.

### Герб
Основою герба є геральдичний щит закруглений нижньою частиною. Щит розтятий вертикально: у правому червоному полі, що займає 2/3 ширини герба,  — срібна Свята Покрова. Ліве поле — зелене, у якому золотий сигль «К» у вигляді орнаментальної староруської буквиці, нижче — срібна горизонтальна хвиляста балка.
Свята Покрова — покровителька села Княгининок. Так званий сигль «К» — це початкова буква населеного пункту, який досить часто практикувався у печатках та гербах на території сучасної України. Ця буква зображена у вигляді орнаментальної староруської літописної буквиці, що додатково підкреслює дуже давнє походження поселення Княгининок.
Срібна хвиляста балка — річка Стир.
Щит вписаний у декоративний картуш, та доповнений внизу колосками пшениці. Картуш увінчує «сільська» корона, що додатково підкреслює статус адміністративного центру Княгининівської громади.

### Прапор
Квадратне полотнище, зі співвідношенням сторін 1:1, розділене вертикально на дві рівновеликі частини. На червоній вертикальній смузі від древка — рівнораменний білий хрест, що торкається кінцями полів. Частина з вільного краю — зелена, внизу якої біла хвиляста горизонтальна смужка. Зворот прапора має аналогічне (дзеркальне) зображення.

## Пам'ятки археології
На території села відомі наступні пам'ятки археології:
- На лівому березі р. Стир — поселення празько-корчацької культури VI—VII ст., відкрите розвідкою І. Русанової в 1966 р.
- На північний схід від села, поруч з колишнім с. Кам'янка, на лівому березі р. Стир, за 0,5 км на південь від мосту — багатошарове поселення волино-люблінської, тшинецько-комарівської культур, лежницької групи ранньозалізного часу і давньоруського періоду площею близько 3 га. Відкрите розвідкою Г. Охріменка і О. Середюка в 1987 р.

## Відомі особи

### Народилися
- Бохонюк Віталій Григорович (1976—2015) — солдат Збройних сил України, учасник АТО.
- В'ячеслав Судима (нар. 1955) — український співак.
- Іван Фальфушинський (нар. 1940) — український лікар-хірург вищої категорії, науковець, громадський діяч.

## Навчальні заклади
- Княгининівський НВК [Архівовано 29 Жовтня 2021 у Wayback Machine.]
- Садок ''Дзвіночок''